# Crookwell
Crookwell – miasto w Australii, w stanie Nowa Południowa Walia.